# (9900) Llull
(9900) Llull és un asteroide descobert el 13 de juny de 1997 per Manuel Blasco a l'Observatori Astronòmic de Mallorca. La seva designació provisional fou 1997 LL6. El descobridor el va voler dedicar al filòsof mallorquí Ramon Llull (~1232–~1315), en ocasió de la commemoració dels 700 anys de la publicació del seu llibre Nouus Tractatus de Astronomia.